# Cladochaeta erecta
Cladochaeta erecta är en tvåvingeart som beskrevs av David Grimaldi och Nguyen 1999. Cladochaeta erecta ingår i släktet Cladochaeta och familjen daggflugor.
Artens utbredningsområde är Ecuador. Inga underarter finns listade i Catalogue of Life.